# Huib Rooymans
Hubertus Petrus Maria (Huib) Rooymans (Eindhoven, 12 november 1941) is een Nederlands acteur.
Bij het grote publiek werd Rooymans bekend door rollen in televisieseries zoals De Glazen Stad, Het meisje met de blauwe hoed, De zesde klas, Medisch Centrum West, Dokter Deen en Toen was geluk heel gewoon. In de speelfilms Soldaat van Oranje (1977) en Een vlucht regenwulpen (1981) speelde hij grote rollen.
Rooymans deed in 1962 eindexamen aan de Toneelschool in Arnhem en speelde in totaal meer dan 140 rollen. Op 21 september 2011 ontving Rooymans de Gouden Eeuw Award voor zijn gehele carrière.
Hij was tot in 1973 gehuwd met actrice Jenny Arean en heeft samen met haar een dochter, Myra. Thans is hij gehuwd met Judith Hardy.

## Rollen

### Theater
1962-1970
- Naar het u lijkt (Silvius) William Shakespeare
- Hendrik de IV (Berthold) Luigi Pirandello
- De Opvolger (Bianchi) R. Raffalt
- De Klaploper (Pjotr) Ivan Toergenjev
- De bruiloft van Figaro (Cherubijn) de Beaumarchais
- Hooikoorts (Simon Bliss) Noël Coward
- De Astrakan Jas (Alain) P. MacAulay
- Androcles en de Leeuw (de Leeuw) George Bernard Shaw
- Het leven van Bertolt Brecht Rick Hancké
- Wrraakk (edelman/lakei/wachter) C. Tourneur
- Het Spel der Vergissingen (Solinus van Ephese/Knijp) William Shakespeare
- De Gijzelaar (Officier) Brendan Behan
- Mahagonny (Joe) K. Weil Bertolt Brecht
- De kersentuin (Trofimow) Anton Tsjechov

1971-1980
- De Hertogin van Malfi (Nar) J.Webster
- Othello (Montano) William Shakespeare
- De Twee Wezen (Picard) A. d'Ennery/E.Cormon
- De Italiaanse Strohoed (salongast/Luitenant Tavernier) Eugène Labiche
- De Aannemer (Paul Bank) David Storey
- Ik Claudius (Silius) J. Mortimer
- Chez Nous (Bert) P. Nichols
- Zaterdag Zondag Maandag (Michel) E. de Filippo
- Leer om Leer (broerling/gevangene/gast/non/gast) William Shakespeare
- Lulu (Jack/Heilman) Frank Wedekind
- Burgermansbruiloft (De Jongen) B. Brecht
- Het Land waar de Koning een Kind is (Habert) H.de Montherland
- Driekoningenavond (Antonio) William Shakespeare
- Goed Gek (brigadier Asquith) M. Stott
- De Rovers (Schweizer) Friedrich von Schiller
- Henry II (Harold C.Wembley) Willem Jan Otten
- De Mensenhater (Acaste) Molière (schrijver)
- Zondag (De Man) J. van Oudshoorn
- Bloed van de Hongerlijders (Emerson) S.Shepard
- De Kwekeling (Joseph) G. Thijs
- Het Atelier (Eerste Perser) J.C. Grumberg
- Op zoek naar jezelf (Enrico) Luigi Pirandello

1981-1990
- Troilus and Cressida (Agamemnon/Clytamnestra) William Shakespeare
- En waar de sterre stille bleef staan Felix Timmermans
- De Spooktrein (John Sterling) A. Ridley
- Hofscènes (Philips) Karst Woudstra
- Kwartet (Valmont) Heiner Müller
- De Hamletmachine (Claudius/Hamlet) Heiner Müller
- Pericles, Prince of Tyre (ridder/Carimon/bordeelhouder) William Shakespeare
- Drie Zusters (Andrej Prozorov) Anton Tsjechov
- Het Chemisch Huwelijk (Graaf Manfred) Gerrit Komrij
- Ovomaltine (Gustl) Gerardjan Rijnders/B.Edelenbos
- Moby Dick (Father Maple/mevr.Gardiner/Moby Dick) Herman Melville/M.Horsthuis
- Richard III (Stanley/moordenaar) William Shakespeare
- De Redders (Don Juan) Gerrit Komrij
- Wolfson de Talenstudent (De Man) Gerardjan Rijnders
- De Zaak (Heuf) Mensje van Keulen
- Njoe (De Echtgenoot) O. Dymow
- De Man die de Zon in zijn zak had (Leonce)
- Pravda (Eelco Groen van Oostveen) H.Brenton/D.Hare
- In Afrika (Axel) G. Thijs
- De Meeuw (Dorn) Anton Tsjechov
- Othello (Doge) William Shakespeare
- Het Kind (Stein) Herman Heijermans
- Lulu (Dr.Goll) Frank Wedekind
- Het Ratteplan (Malrat) Ton Vorstenbosch/G.Vleugel
- De Man met de Bloem in zijn Mond (De Man) Luigi Pirandello
- Parsifal (Merlijn)

1991-2000
- Stalin (Itzik Sager) G. Salvatore
- Winteravond (Ruige Man) Hugo Claus
- Leven een vak
- De Knecht van twee Meesters (Dottore Lombardi) Carlo Goldoni
- De eenzame weg (Wegrat) Arthur Schnitzler
- Iphigneia op Tauris (Arkas) Arthur Schnitzler
- De Koopman van Venetie (Salerio) William Shakespeare
- Een Midzomernachtdroom (Oberon) William Shakespeare
- De Mooie Onbekende (Ulrich Maul) K. Pohl
- One for the Millions (de oude portier) Jeroen van den Berg
- Schakels (Dirk) Herman Heijermans
- De Nieuwe Tijd (Heijermans) Jeroen van den Berg
- De Dijk (De Schaapherder/Verteller) J. Schuurman Hess
- Het Zakkendiner (Kees de Ridder (tweede seizoen)) Francis Veber

2001-2010
- Blijvend Applaus! (Reginald Paget) R. Harwood
- Show (Jürgen G.Berkhof/museumdirecteur) Jeroen van den Berg
- De tante van Charlie (Kolonel Everard van Aardenhout) B.Thom/Jon van Eerd
- Adres Onbekend (Max) k.Kressmann Taylor

### Film
- Bloedverwanten (Belcampo) Wim Lindner (1976)
- Soldaat van Oranje (Jan Weinberg) Paul Verhoeven/Gerard Soeteman (1977)
- Een vlucht regenwulpen (Jacob) Ate de Jong/(Maarten 't Hart) (1981)
- Vroeger is dood (Hans) Ine Schenkkan/(Inez van Dullemen (1987)
- De flat (Erwin Nijkamp) Ben Verbong/Jean van der Velde (1994)
- Gnomeo & Juliet (William Shakespeare) stem Meneer Capulet (2011)
- Vincent, korte film (2011)
- Toen was geluk heel gewoon (2014)

### Televisie
- Sabrina – AVRO (1962-1963)
- De avonturen van Okkie Trooy – AVRO (1962-1963)
- Nachttrein naar Hannover - NCRV (1963-1964)
- Tweesprong – VPRO (1963-1964)
- De Opvolger  - KRO (1964-1965)
- De Vogel in de Hand - KRO (1964-1965)
- Zout als de Zeewind - NCRV (1965-1966)
- Vrouwtje Bezemsteel – AVRO (1965-1966)
- Hooikoorts - AVRO (1965-1966)
- Kent u mijn vrouw - NCRV (1967-1968)
- Moord als kunstzinnig handwerk – NCRV (1967-1968)
- Naar het u lijkt – KRO (1967-1968)
- De Glazen Stad - NCRV (1968-1969)
- De Leeuwerik – AVRO (1968-1969)
- Villa des roses - AVRO (1968-1969)
- Freudiaanse Slippertjes – VARA (1969-1970)
- Maigret en de Zakkenroller – VARA (1969-1970)
- De kleine waarheid - NCRV (1970-1971)
- Paniekvoetbal – AVRO (1970-1971)
- Spoonriver – AVRO (1970-1971)
- De Vlieg – AVRO (1970-1971)
- Zij hielden getrouwe de wacht  – KRO (1971-1972)
- Het meisje met de blauwe hoed - NCRV (1972-1973)
- Met alleen het geweten als meester – NCRV  (1973-1974)
- Waaldrecht: Het vrije woord – VARA (1973-1974)
- Het land waar de Koning een Kind is – KRO  (1977-1978)
- Ons goed recht: Terug naar af – VARA (1978-1979)
- Marco de hond – NOS (1979-1980)
- Deadline: Treinen – AVRO  (1980-1981)
- De Zesde klas (als meester Hein Borstel) - IKON (1980-1981)
- Mensen zoals jij en ik: Een avond met Johanna – AVRO (1982-1983)
- De Oproep – VARA (1983-1984)
- De tovenaar van Oz (1986/1987)
- De Papegaai – IKON (1988)
- Goede tijden, slechte tijden (als Frank Dalstra) - RTL (1990)
- Take Off (1991)
- Medisch Centrum West (1993-1994)
- Een spoor van blauw zand - EO (1994)
- Toen was geluk heel gewoon (als Meneer (Anton) Harmsen) - KRO (1994-2009)
- In voor- en tegenspoed (VARA) - Arts in ziekenhuis (1995)
- Waterschapsheuvel (stem Cowslip) - KRO-Ketnet) (2001)
- The Fairytaler (stem Verschillende personages) - KRO-VTM) (2003-2005)
- Dokter Deen - Jan Bout sr (2014)

### Musical
- Oorlog is zo'n aardig Spel C.Chilton/J.Littlewood (1965)
- Koning Salomon en de Schoenlapper (Ruben) S.Groneman (1966)
- Anatevka (Mottel Kamzoil) J.Bock/J.Stein/S.Harnick (1966-1967)
- Ghetto (Weiskopf) J.Sobol (1986)
- My Fair Lady (Kolonel Pickering) F.Loewe/A.J.Lerner (1994-1996)

### Opera
- Noach (Verteller) G.Jansen/F.Haverkamp (1994)
- Noach reprise (1996)
- Hier (White Shadow) G.Jansen/F.Haverkamp (2000)

### Operette
- De Mooie Helena (Ajax 1) J.Offenbach/H.Meilac/L.Halévy (1980)
- Die Fledermaus (Frosch) J.Strauss jr/C.Hafner/R.Gevée (1987)